# Małgorzata Świątkowska-Freund
Małgorzata Świątkowska-Freund – polski lekarz, doktor habilitowana nauk medycznych, nauczyciel akademicki Gdańskiego Uniwersytetu Medycznego.

## Życiorys
Ukończyła studia na Wydziale Lekarskim AMG, jest specjalistą w zakresie położnictwa i ginekologii. Doktorat obroniła na macierzystej uczelni w 2002 (Znaczenie badań ultrasonograficznych i testów biochemicznych ("testu potrójnego") w wykrywaniu wad wrodzonych płodu u pacjentek wysokiego i niskiego ryzyka), stopień doktora habilitowanego uzyskała w 2012 na podstawie dysertacji pt. "Zespół przetoczenia krwi pomiędzy płodami - nowa klasyfikacja oraz własna modyfikacja techniki leczenia fetoskopowego".
W Gdańskim Uniwersytecie Medycznym pracuje na stanowisku profesora nadzwyczajnego, pełni funkcję zastępcy kierownika Kliniki Położnictwa. Jest Prezesem Pomorskiego Oddziału Polskiego Towarzystwa Medycyny Perinatalnej i Sekretarzem Zarządu Pomorskiego Oddziału Polskiego Towarzystwa Ginekologicznego. Pełni funkcję prezesa Fundacji Rozwoju Perinatologii "Bocianie Gniazdo". 
Specjalizuje się w położnictwie, a w szczególności w diagnostyce i terapii prenatalnej. Zajmuje się diagnostyką wad i chorób płodu, ustalaniem dalszego postępowania z ciężarnymi, u których zdiagnozowano tego typu schorzenia. W ramach pracy w Klinice Położnictwa przeprowadza zabiegi operacyjne 
u płodów przed ich urodzeniem. Szczególnym obiektem jej zainteresowań od 2004 roku są powikłania ciąż wielopłodowych, zwłaszcza takie których leczenie polega na wykonywaniu różnego rodzaju zabiegów inwazyjnych.